# Havoline
Havoline é uma marca antiga de óleo para carros criada em 1904. Em 1931, foi comprada pela companhia americana Texaco, marca fundida com a Chevron em 2001.

## História
Foi criado em 1904 pela Havemeyer Oil Company, empresa de petróleo que ficou em atividade em 1901 e 1909, de Nova York. A Havemeyer ficou famosa por causa dos produtos que criava com o Havoline. 
Depois de fazer muito sucesso com o Havoline, a Havemeyer é comprada em 1909 pela indústria Indian Refing Company (Companhia Indiana Refino). 
Depois de todo esse successo, novamente o óleo muda de distribuidor, agora para a Texas Oil Company (atual Texaco). Então, com a Texaco, passam a ser inventadas várias fórmulas para o óleo, como em 1971, ano em que é criado o Super-Havoline Premium.
Em 1972, o óleo ficou mais famoso por patrocinar Emerson Fittipald, que acabou naquele ano se tornando campeão mundial de Fórmula 1. Para fechar a década, em 1979 é criada uma nova fórmula: o Havoline Supremo 10W-40, que substitui o Super-Havoline Premium.
Entre 1986 e 2002, o Havoline patrocinou o piloto Robert Yates Racing. Na Nascar, em 2008 patrocinou Juan Pablo Montoya. Também patrocinou Davey Allison até 1993, ano em que o piloto faleceu.
Em 2001, a Texaco funde-se com a Chevron.
Em 2011, passou a patrocinar pela primeira vez uma equipe de futebol no Brasil, o Botafogo de Futebol e Regatas, estampando sua marca nas mangas do uniforme.
Depois de parar de financiar a NASCAR, a Havoline se tornou a financiadora da Atlantic Coast Conference.